# Phanotea natalensis
Espèce
Phanotea natalensis est une espèce d'araignées aranéomorphes de la famille des Zoropsidae.

## Distribution
Cette espèce est endémique du KwaZulu-Natal en Afrique du Sud,. Elle se rencontre à Noodsberg.

## Étymologie
Son nom d'espèce, composé de natal et du suffixe latin -ensis, « qui vit dans, qui habite », lui a été donné en référence au lieu de sa découverte, le Natal.

## Publication originale
- Lawrence, 1951 : The cave-living spiders of the South African genus Phanotea Simon (Agelenidae). Revue de Zoologie et de Botanique Africaines, vol. 45, p. 49-54.